# Ortsmuseum Wila

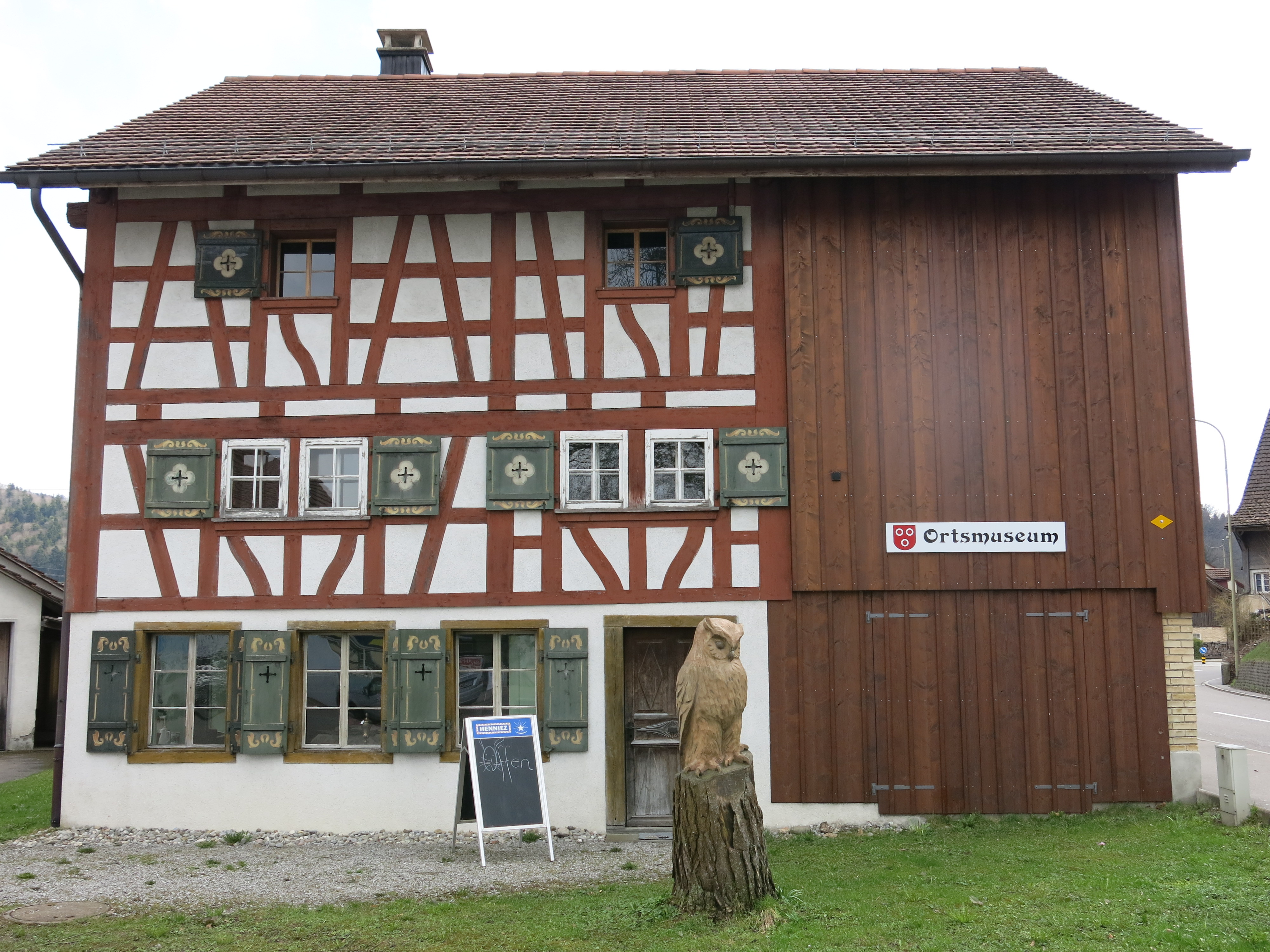
Ortsmuseum Wila, Gebäude aus dem 16./17. Jh., seither vielfach umgebaut, ab 1942 im Besitz der Gemeinde Wila.

Das Ortsmuseum Wila ist eine Zürcher Gedächtnisinstitution mit einem öffentlichen Auftrag zur Sammlung von Kulturerbe. Es widmet sich der Geschichte von Wila im Kanton Zürich und befindet sich seit 2010 im Zentrum des Dorfes in einem historischen Gebäude aus dem 16./17. Jahrhundert.

## Sammlung und Ausstellungen
Die Sammlung umfasst Gegenstände, schriftliche Zeugnisse und Fotos aus dem ländlichen Gewerbe und Leben. Das Ortsmuseum führt und pflegt ein Privatbestandsarchiv mit Beständen von Vereinen, Genossenschaften, lokalem Gewerbe und für die Ortsgeschichte wichtigen Nachlässen. Auf Anfrage werden auch Klassentreffen, Jahrgangsbesuche, Besuche von Schulklassen und Neuzuzüger-Events organisiert. Seit 2014 pflegt das Ortsmuseums Wila eine regionale Zusammenarbeit in Form von Wanderausstellungen mit dem Verein für ein Ortsmuseum Turbenthal und dem Historischen Verein Weisslingen. Es gibt regelmässige Quelleneditionen heraus und publiziert Kataloge im Sinne einer fortlaufenden, themenbezogenen Geschichtsschreibung.
Zu den Gemeinden Wila und Turbenthal wurden bisher Wanderausstellungen zu den Themen Schneiderei, Korbmachen, soziale Wohlfahrt im Tösstal 1816–2016, Kirchen im mittleren Tösstal, Gasthäuser, medizinische Versorgung im Tösstal und Singen im Tösstal durchgeführt.
Seit 2018 kooperiert das Ortsmuseum Wila mit der Stiftung Ballenberg in der Forschung zu einem gleichaltrigen Gebäude wie das Ortsmuseumsgebäude, das seit 1980 in Ballenberg ein Bauernhaus des östlichen Mittellandes repräsentiert.

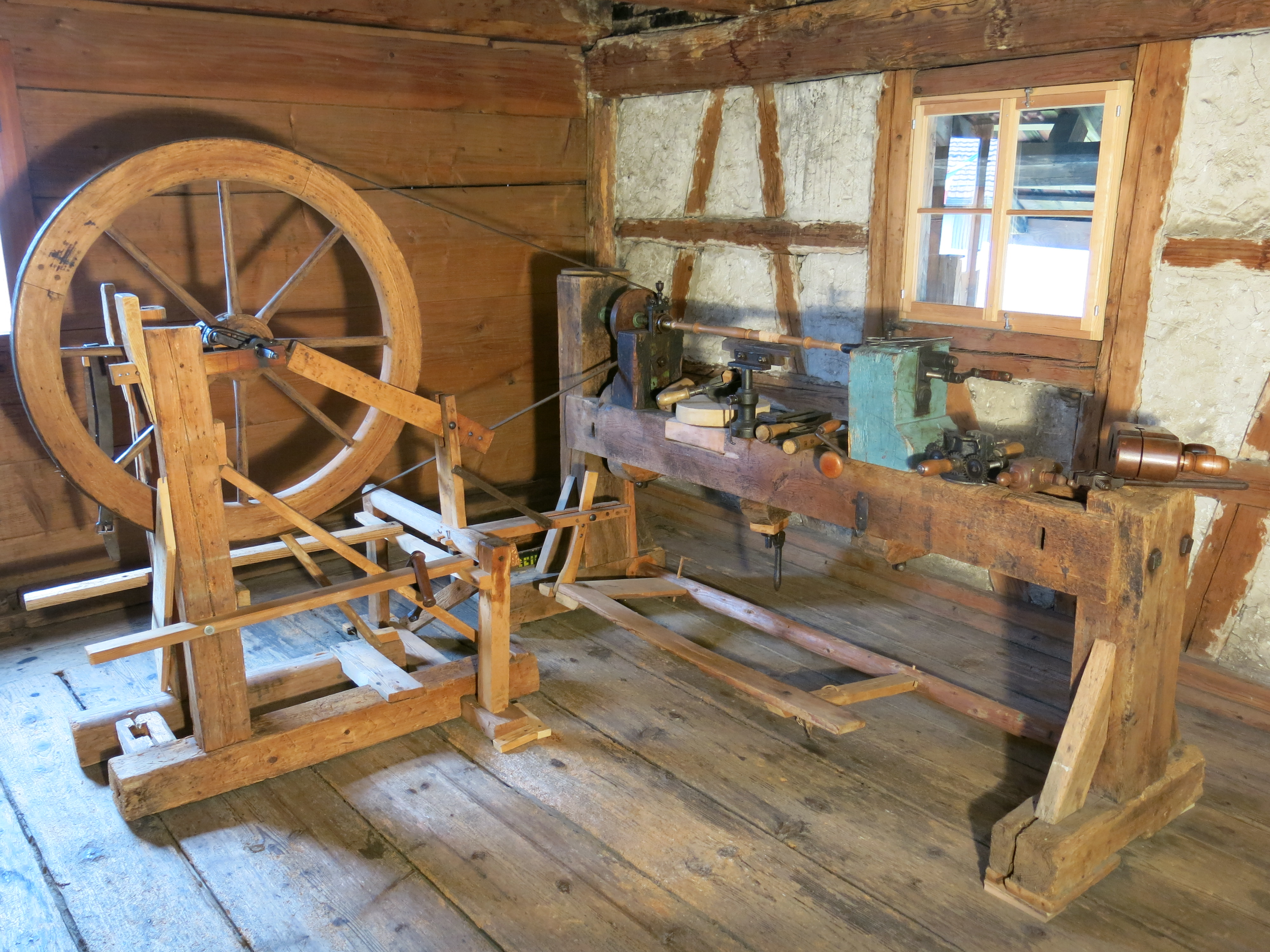
Drechselbank (18. Jh.) aus dem Steinenbachtal.
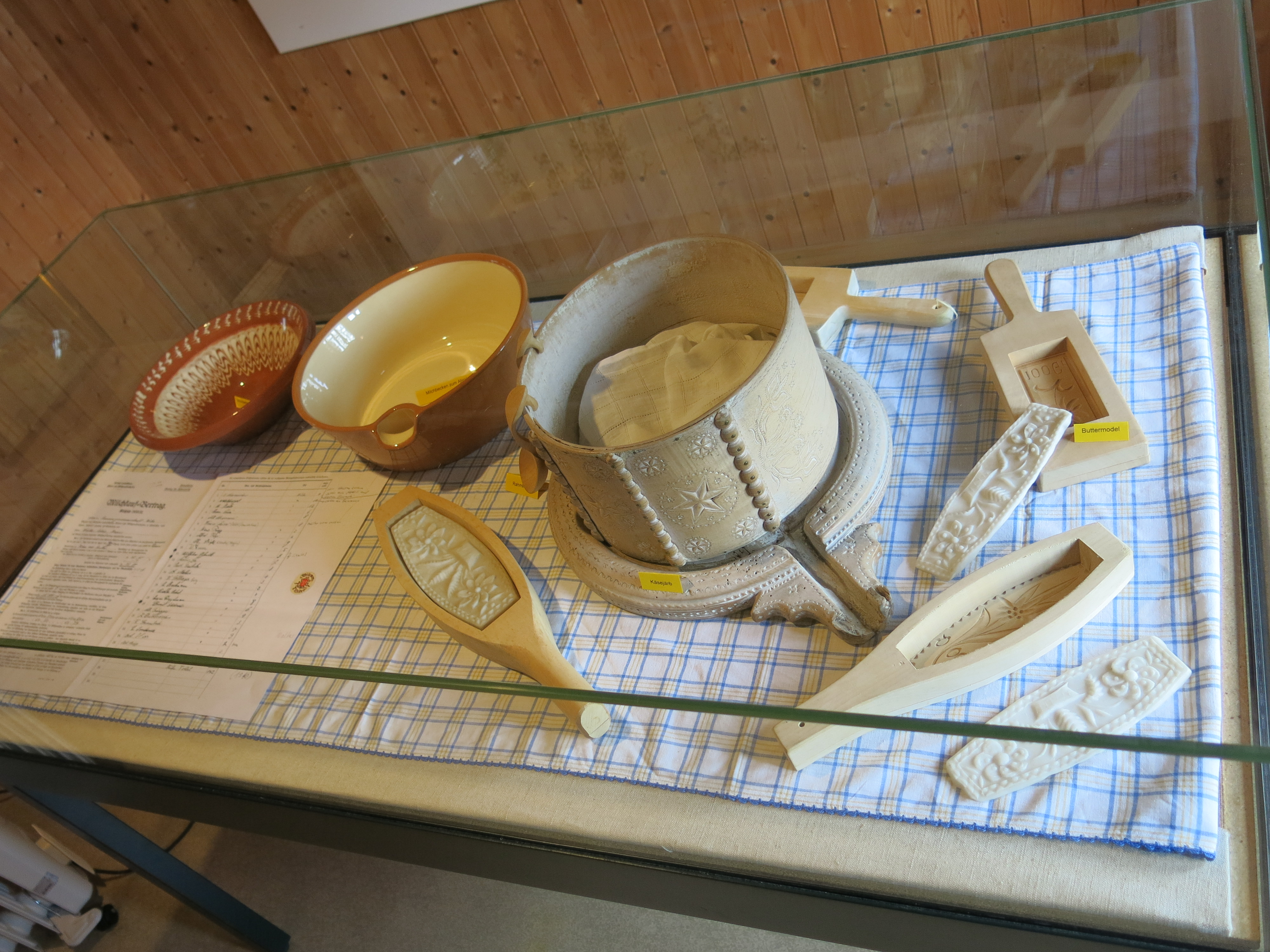
Vitrine zur Käserei Wila.